# フュージリアー

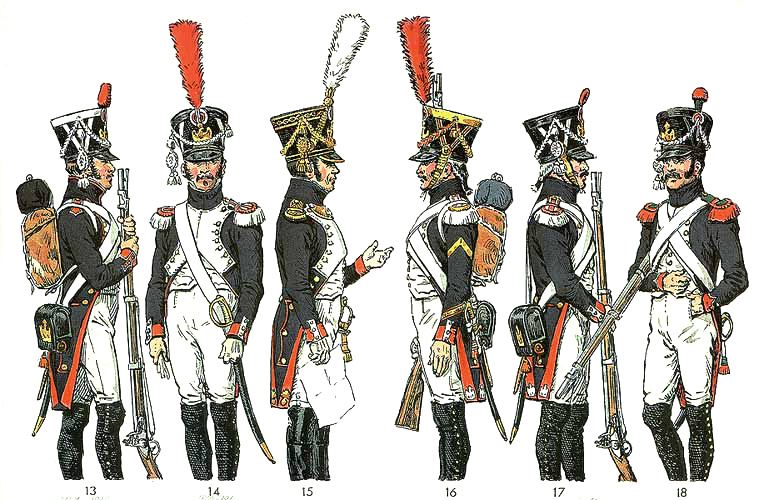
1806年から1810年までの制服を着たフランス軍のフュージリアー。

フュージリアー（英:Fusilier）とは本来、「フュージル」（fusil）と呼ばれた軽いフリントロック式マスケット銃で武装した兵士である。この言葉は1680年頃に初出し、後には連隊の名称として使われるようになった。

## 歴史

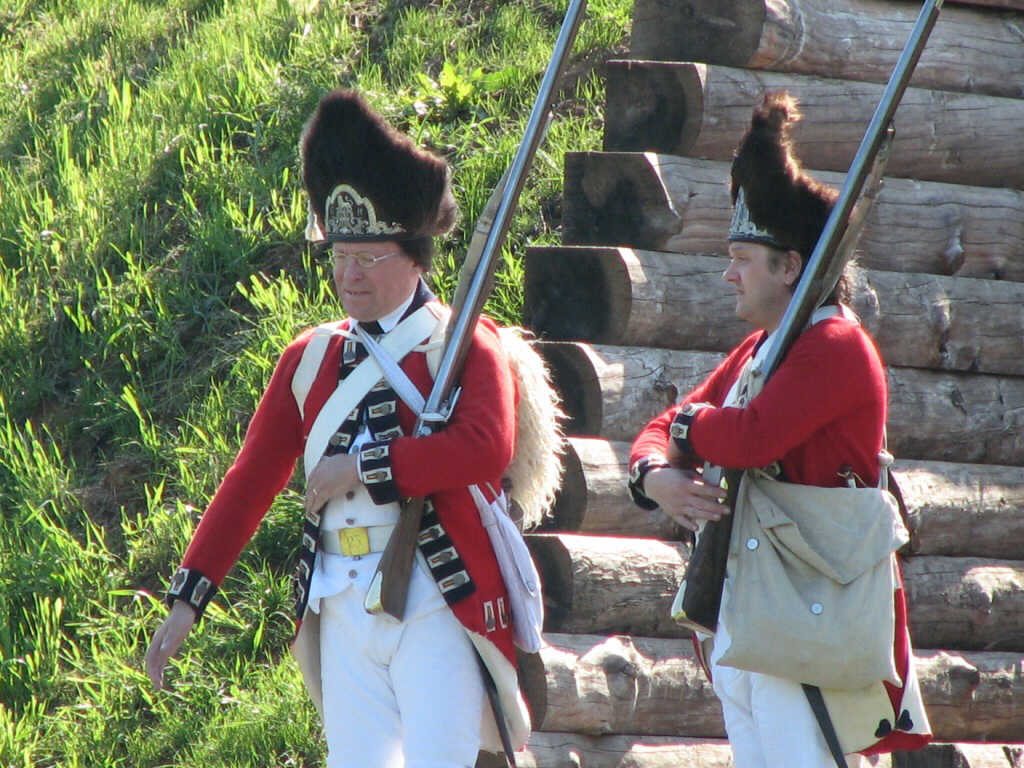
アメリカ独立戦争の再演イベントにおけるイギリス第23歩兵連隊（別名 ロイヤル・ウェルチ・フュージリアー連隊）に属するフュージリアーの様子

16世紀の中頃から、多様なフリントロック式の小火器が戦争で使用されるようになった。イングランド内戦（1642年-1652年）の時代には「firelock」（ファイアロック）という用語が、これらの武器をより普及していたマッチロック式マスケット銃（いわゆる「火縄銃」）と区別するため、一般的に使用されている。
17世紀になると、諸国の軍隊においてファイアロックは特に価値を高めるようになった。なぜなら、点火した火縄を砲兵が使用する開かれた火薬樽の近くで使うのは危険だったからである。また軍による護衛を付ける必要もあった。防御のためだけでなく、民間人であった砲手（当時の大砲の砲手は、民間の特殊技能者（職人）が担当していることが普通であった）との間に規律を保つためである。ファイアロックを装備する中隊がこの任務のために編成され、それらがルイ14世の戦争に向けて同様に雇用される「フュージリアー」へと発展するのである。
フュージル（Fusil）とはフリントロック式のマスケット銃のうち、比較的短い全長を持つものを指す用語で、「軽マスケット銃」とも表記される。これは、マッチロック式のマスケット銃にはひじょうに銃身の長く、重いもの（銃身を乗せて安定させるための鉤のついた単脚を用いて構えるもので、単脚はしばしば槍の柄を兼用した）があったことからついた名称である。
三十年戦争の後半、カービン銃を装備する兵士がカラビニア (Carabinier) と呼ばれたように、フュージリアーとはフュージルを装備した兵士を指した。1671年にヴォーバンが編成した、フランス王立フュージリアー連隊がヨーロッパにおける典型と考えられている。
フリントロック式マスケット銃の広範な採用と、ヨーロッパ諸国の軍におけるパイクの旧式化は、フュージリアーに課せられていた当初の特別な任務に終焉をもたらした。それらの兵はほとんどの場合、軽歩兵としての作業に従事することとなる。これは恐らく、戦列の中にあって固定で不変の役割に限定されることのなかった軍人が自然に示していた、各人の持つ個別の任務への適性に理由がある。

## フランス

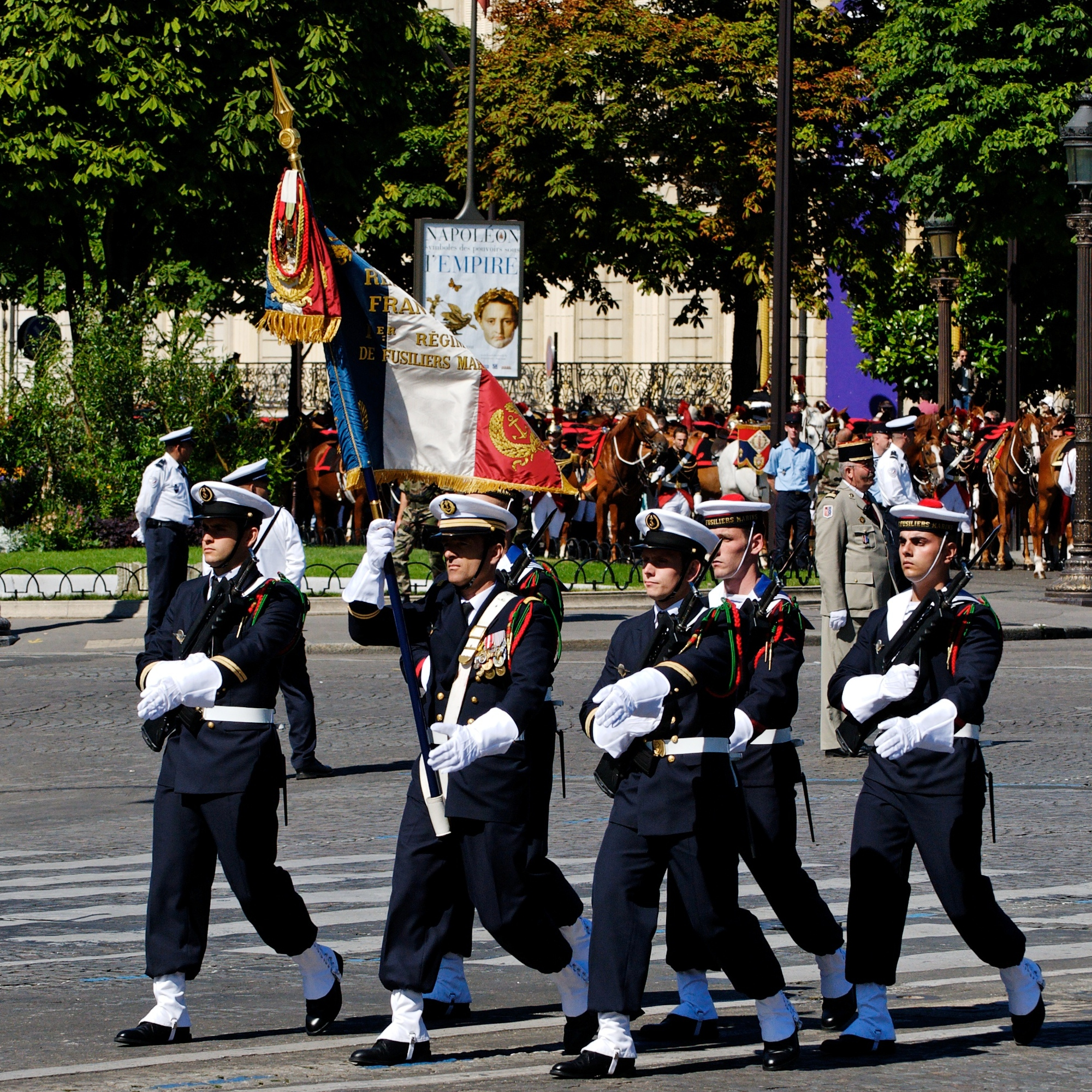
フランス海軍フュージリアー第1連隊の旗手。2008年のバスティーユ襲撃記念日の軍事パレードにて。

フランス陸軍では伝統的に「フューズィリエ」（仏:fusilier）という称号を通常の戦列歩兵に使用し、擲弾兵のようなエリート部隊や、ヴォルティジュール (Voltigeur) 、カラビニエ（カービン銃兵）、猟兵といった軽歩兵と区別した。
しかし現在では、現代的なフランスの歩兵連隊の多くがフュージリアー連隊に由来するにもかかわらず、これらを単に「歩兵」と呼んでいる。
フランス海軍およびフランス空軍だけが、今日もフュージリアーの称号を用いている。海軍の海兵隊は「フュージリアー海兵隊 (Fusiliers Marins) 」、空軍の地上部隊は「フュージリアー空軍コマンド (Fusiliers Commandos de l'Air) 」として知られている。

## イギリス
イギリス陸軍における最初のフュージリアー部隊は、1685年に創設された第7歩兵連隊ことロイヤル・フュージリアー連隊である。これは後にロイヤル・フュージリアーズ (Royal Fusiliers) （ロンドン連隊）となった。フランスの類似部隊と同様、同連隊の本来の目的は砲兵の護衛と民間人である砲手の規律の維持にあった。
スコットランド（第21歩兵連隊）とウェールズ（第23歩兵連隊）の連隊も1702年までにフュージリアーへ改編され、他の歩兵連隊に属する全ての擲弾兵中隊で使用されていた物と比べ、わずかに短い円筒状の制帽を着用して区別された。続いて19世紀になると多くの歩兵連隊がフュージリアーと呼ばれるようになるが、これは特定の武器や任務と関係のない歴史的な特徴に過ぎない。
1865年にはイギリス陸軍のフュージリアー連隊で、独特の制帽が採用された。他の部隊で使用されたのは、アライグマの皮を使用したバズビー (Busby) である。その一方でフュージリアーの士官は、近衛 (Guards Division) 歩兵部隊の士官と同様、より高いベアスキン (Bearskin) を被った。 
各連隊の徽章はバズビーの前面にあしらわれていた。それは燃える手榴弾を模っている。また他の紋章を手榴弾の弾体に配していた。現代的なベレー帽を含む、フュージリアーの様々な制帽に添えられたのはハックル (Hackle) である。これは短く切った羽根飾りであり、連隊によって配色が異なっていた。
当初、羽根飾りやハックルの着用を認められていたのは、第5歩兵連隊ことノーザンバランド・フュージリアー連隊のみであった。同連隊は当初、戦死したフランス兵から白い羽根飾りを奪ったとされる、1778年のセント・ルシアの海戦 (Battle of St. Lucia) における勝利を記念するため、1824年に採用された白い羽根飾りを着用していた。1829年、全ての戦列歩兵連隊に白い羽根飾りの着用が命じられると、第5歩兵連隊の徽章を維持すべく、同隊には先端を赤く染めた羽根飾りが認められた。先述の戦いで勝ち取った栄誉を示すためである。1836年、第5歩兵連隊はフュージリアーに分類された。
第2次ボーア戦争以降は、全てのフュージリアー連隊が羽根飾りを装備に加えた。その南アフリカにおける貢献を記念するためである。
第1次世界大戦前には、以下のフュージリアー連隊が存在した。
| 連隊                                                                                            | 1881年以前の名称                                                                                            | フュージリアーに分類された年 | 徽章（燃える手榴弾の上にあしらわれた物） | 羽根飾りもしくはハックル                                                                             |
| ----------------------------------------------------------------------------------------------- | --- | --- | --- | --- |
| ノーザンバランド・フュージリアーズ (Northumberland Fusiliers)                                   | 第5歩兵連隊（ノーザンバランド・フュージリアーズ）                                                           | 1836年 | 輪の中に「Quo Fata Vocant（どこでも運命の導く所へ。）」という文章。 聖ジョージとドラゴン。 | 白地に赤 (1829年)。                                                                                  |
| ロイヤル・フュージリアーズ (ロンドン・シティー連隊) (Royal Fusiliers (City of London Regiment)) | 第7歩兵連隊（ロイヤル・フュージリアーズ）                                                                   | 1685年の創設時。 | 王冠を載せたガーター勲章。ガーター勲章の内側にチューダー・ローズ (Tudor rose) 。ガーター勲章の下に白馬。                                                                                            | 白 (1901年)                                                                                          |
| ランカシャー・フュージリアーズ (Lancashire Fusiliers)                                           | 第20歩兵連隊（イースト・デヴォンシャー歩兵連隊）                                                            | 1881年 | 「Egypt」と刻まれたスフィンクスと月桂冠。 | サクラソウのような黄色(1901年)。 第20歩兵連隊は1881年まで、黄色の標識色 (Facing colour) を使用した。 |
| ロイヤル・スコッツ・フュージリアーズ (Royal Scots Fusiliers)                                    | 第20歩兵連隊 (ロイヤル・スコッツ・フュージリアーズ)                                                         | 1686年から1691年の間 (正確な日付は不明)。 | 王家の紋章。 | 白 (1902年)                                                                                          |
| ロイヤル・ウェルシュ・フュージリアーズ (Royal Welsh Fusiliers)                                  | 第23歩兵連隊 (ロイヤル・ウェルシュ・フュージリアーズ)                                                       | 1702年 | プリンス・オブ・ウェールズの羽根飾り、冠およびモットーの「Ich Dien (私は仕える）」。 | 白                                                                                                   |
| ロイヤル・イニスキリング・フュージリアーズ (Royal Inniskilling Fusiliers)                       | 第27（イニスキリング）歩兵連隊 (Inniskilling) 第108連隊（マドラス歩兵連隊)                                  | 1881年 | イニスキリング (Inniskilling) 城。 | 灰色 (1903年)。この色は1689年の「グレイ・イニスキリングス」連隊が着用した当初の制服にちなむ。        |
| ロイヤル・アイリッシュ・フュージリアーズ (Royal Irish Fusiliers (Princess Victoria's))          | 第87歩兵連隊（ロイヤル・アイリッシュ・フュージリアーズ 第89歩兵連隊（プリンセス・ヴィクトリアズ歩兵連隊）   | 1827年 (第87歩兵連隊) | 月桂冠に囲まれた「8」が彫り込まれた台座に座るフランス帝国の鷲 (French Imperial Eagle) 。 | エメラルドグリーン                                                                                   |
| ロイヤル・マンスター・フュージリアーズ (Royal Munster Fusiliers)                                | 第101歩兵連隊（ロイヤル・ベンガル・フュージリアーズ） 第104歩兵連隊（ベンガル・フュージリアーズ）           | 1846年 (第101歩兵連隊がヨーロッパ派遣第1ベンガル・フュージリアー連隊として。） 1850年（第104歩兵連隊がヨーロッパ派遣第2ベンガル・フュージリアー連隊として。） | 10個の戦闘名誉章 (Battle honour) を載せる月桂冠に囲まれたマンスター の紋章。土台の巻物には「Royal Munster」と書かれている。                                                                         | 緑地に白                                                                                             |
| ロイヤル・ダブリン・フュージリアーズ (Royal Dublin Fusiliers)                                   | 第102歩兵連隊（ロイヤル・ダブリン・フュージリアーズ） 第103歩兵連隊（ロイヤル・ボンベイ・フュージリアーズ） | 1843年: 第102歩兵連隊がヨーロッパ派遣第1マドラス・フュージリアー連隊として。 1844年: 第103歩兵連隊がヨーロッパ派遣第1ボンベイ・フュージリアー連隊として。     | シャムロックの輪に囲まれたダブリン市の紋章。土台には「Mysore」と記した銘板を踏むゾウと「Plassey」と記した銘板を踏むトラ。全ては「Spectamur Agendo（行動を見られよう）」と記された巻物に載っている。 | 緑地に青                                                                                             |

1914年以前に存在していた9個フュージリアー連隊は、解隊と統合を繰り返した結果、1個に減らされた。|
- 1920年、ロイヤル・ウェルシュ・フュージリアーズは「ロイヤル・ウェルチ・フュージリアーズ」に改称した[9]。
- アイルランド自由国の建国に伴い、ロイヤル・マンスター・フュージリアーズとロイヤル・ダブリン・フュージリアーズは1922年7月31日に解隊された。
- 1935年、ノーザンバランド・フュージリアーズは「ロイヤル」の称号を認められる。
- 1957年の防衛白書 (1957 Defence White Paper) で歩兵連隊の数は減らされた。ロイヤル・ハイランド・フュージリアーズ (Royal Highland Fusiliers) を創設するため、ロイヤル・スコッツ・フュージリアーズ（RSF）は1959年7月20日、ハイランド軽歩兵連隊（Highland Light Infantry、HLI）と統合されている。新しい連隊はRSFの白いハックルを帯び、燃える手榴弾にHLIのモノグラムをあしらう[6]。
- 同白書で、イギリス陸軍の3個フュージリアー連隊は1958年、フュージリアー旅団 (Fusilier Brigade) の創設に向けて統合された。各隊の独自性は保持された一方、帽章は統一されている。これは聖ジョージと竜を月桂冠で囲み、その全体に王冠を配した燃える手榴弾の紋章である。これらは3個連隊の徽章を組み合わせたものであり、各連隊はハックルの配色でいまだに識別されていた。白地に赤はノーザンバランド・フュージリアーズ、白はロイヤル・フュージリズ、サクラソウ色はランカシャー・フュージリアーズである。
- また1958年には北アイルランド旅団 (North Irish Brigade) が創設される。それはロイヤル・イニスキリング・フュージリアーズ、ロイヤル・アイリッシュ・フュージリアーズ及びロイヤル・アルスター・ライフルズ (Royal Ulster Rifles) の各連隊から構成されていた。全ての連隊はハープと王冠を模った徽章を、ハックルとともにコービーン (Caubeen) に飾っていた。ハックルの配色は灰色がイニスキリング、緑がロイヤル・アイリッシュ・フュージリアーズで黒がロイヤル・アルスター・ライフルズであった。
- 1963年5月1日、ロイヤル・ウォリックシャー連隊は「ロイヤル・ウォリックシャー・フュージリアーズ (Royal Warwicksire Fusiliers) 」に改称され、フュージリアー旅団に加わった。旧来の金色と青のハックルは継承されている。
- 1968年4月23日（聖ジョージの日）、フュージリアー旅団に属する4個連隊はロイヤル・フュージリアーズ連隊（RRF）を編成するため統合された。このRRFは現在、イギリス陸軍唯一のフュージリアー連隊であり、1958年以降フュージリアー旅団に採用されていた、第5歩兵連隊に由来する白地に赤のハックルを着用している。
- 1968年7月1日、北アイルランド旅団に属する3個連隊はロイヤル・アイリッシュ・レンジャーズ (Royal Irish Rangers) の創設に向けて統合され、フュージリアー連隊ではなくなった。ロイヤル・アイリッシュ・フュージリアーズの緑色のハックルは使用され続けている。1992年、さらなる統合を経てこの伝統はロイヤル・アイルランド連隊 (Royal Irish Regiment) に継承された。
- 2006年3月1日（聖デイヴィッドの日、Saint David's Day）、ロイヤル・ウェルチ・フュージリアーズは大型連隊 (Large regiment) 、ロイヤル・ウェルシュ (Royal Welsh) を創設するべくロイヤル・ウェールズ連隊（Royal Regiment of Wales、RRW）と統合された。RWFの白いハックルは、RRWの帽章とともに着用される。連隊の各楽隊はフュージリアーの正装を身に纏う[10]。
- 2006年3月28日、スコットランドの各歩兵連隊は統合され、ロイヤル・スコットランド連隊となった。連隊に属する各大隊は前身部隊の称号を保持する。そしてロイヤル・スコットランド連隊の第2大隊、ロイヤル・ハイランド・フュージリアーズはロイヤル・スコッツ・フュージリアーズに由来する白いハックルの着用を続けている。

加えて、スコットランド近衛師団 (Scots Guards) は1831年から1877年にかけて「スコッツ・フュージリアー・ガーズ」として知られていた。

## カナダ
イギリス軍の伝統に倣い、5個のフュージリアー連隊がカナダ軍民兵（非常勤の予備役）の一部を構成している。王立第22連隊 (Royal 22e Régiment) はフュージリアーではないが、ロイヤル・ウェルチ・フュージリアーズとの協力関係に拠りフュージリアーの礼装を着用する。
- ロイヤル・ハイランド・フュージリアーズ (The Royal Highland Fusiliers of Canada) （ハイランドの制服を着用する他、フュージリアーのハックルを羽根帽子に組み合わせている。）
- ル・フューズィリエ・ドゥ・サン＝ローラン (Les Fusiliers du Saint-Laurent)
- ル・フューズィリエ・モン＝ロヤル (Les Fusiliers Mont-Royal)
- プリンセス・ルイーズ・フュージリアーズ (The Princess Louise Fusiliers) （現在はロイヤル・アイルランド連隊の一部であるロイヤル・イニスキリング・フュージリアーズとの提携の印として灰色のハックルを着用する。）
- ル・フューズィリエ・ドゥ・シャーブルック (Les Fusiliers de Sherbrooke)

## ドイツ

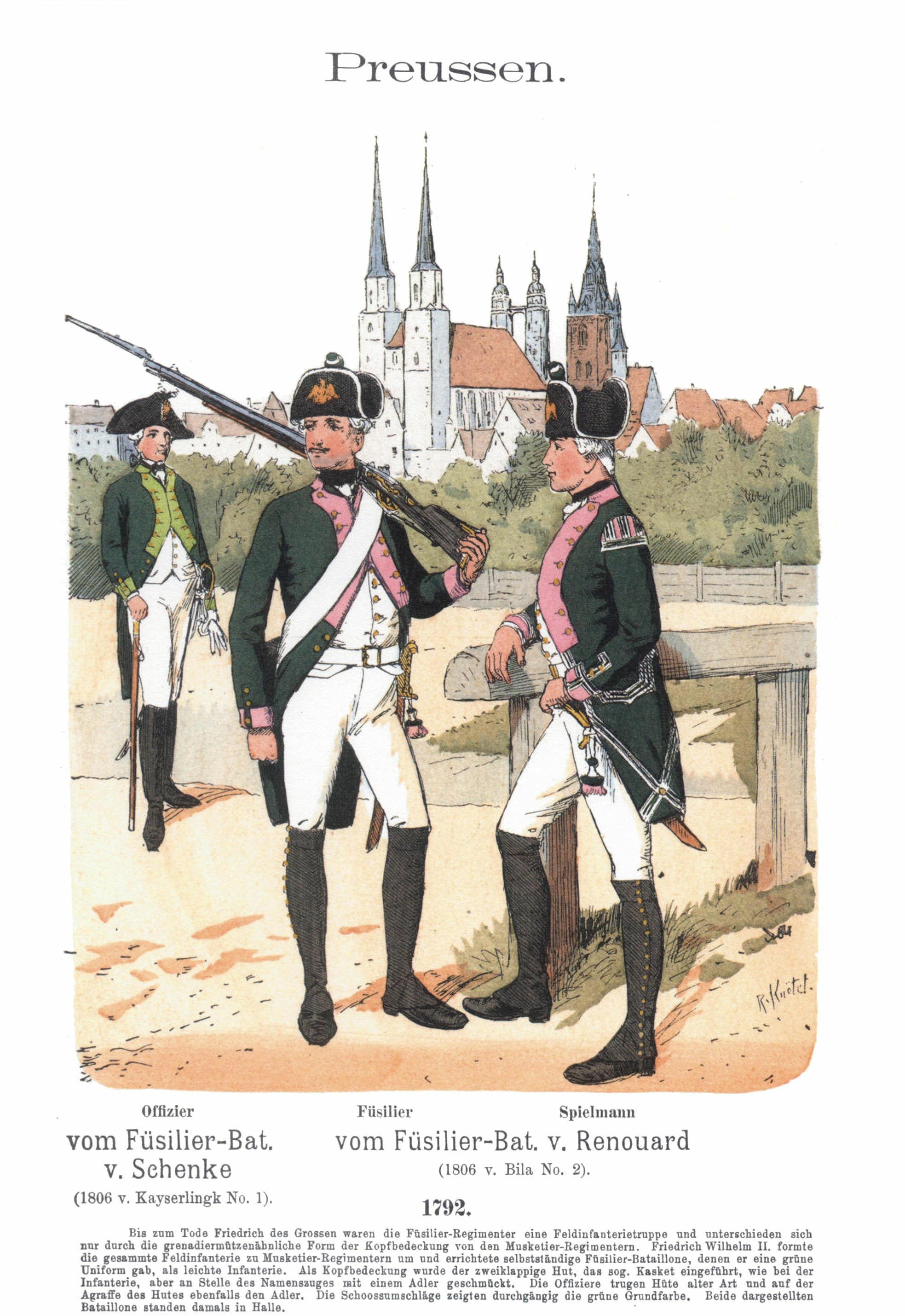
18世紀のプロイセン軍のフュージリアー。左から将校、歩兵、軍楽兵。

プロイセンでは早くから、「フュズィリーア」（独:Füsilier）の称号を様々な種類の歩兵に用いていた。1705年には近衛歩兵（Leibgarde zu Fuß、ライプガーデ・ツー・フース）がフュージリアー近衛兵（Füsilier-Leibgarde、フュズィリーア＝ライプガーデ）と呼ばれるようになる。1837年には守備隊から転用した練度の低い歩兵もフュージリアーと呼称している。後者の部隊は青い制服と、低い円筒状の帽子を着用している。
フリードリヒ大王は1740年から1743年にかけて、別個のフュージリアー連隊を14個編成した（第33から第40、第41から第43そして第45から第48）。これらは既存の戦列歩兵（マスケット銃兵）と比べて外見、訓練と役割が異なっていた。
続いてプロイセンや他のドイツ諸邦の一部は、緑色の制服を着て散兵として活動する一種の軽歩兵を指し、フュージリアーの名称を使用するようになった。プロイセン軍 (Prussian Army) では1787年、それらを独立大隊として編成し、アメリカ独立戦争への従軍経験を持つ多くの士官を編入した。1808年の軍制改革から、フュージリアーは各戦列歩兵連隊の第3大隊に統合されている。以降は青い制服を着用しつつも、それらは黒い革製のベルトと、通常とはわずかに異なる弾薬盒の組み合わせ方によって識別されるようになった。
1870年以降のプロイセン軍では、第33から第44歩兵連隊と並んで第73歩兵連隊（ハノーファー）、第80歩兵連隊（ヘッセン＝カッセル方伯領）そして第86歩兵連隊（シュレースヴィヒ＝ホルシュタイン、Province of Schleswig-Holstein）のいずれもが近衛フュージリアー連隊と同様、フュージリアーに分類された。なお近衛、擲弾兵そして戦列歩兵連隊の全てにおいて第3大隊は「フュージリアー大隊」の名称を維持している。それらは通常のソケット式の銃剣よりも剣型の物（Füsilier-Seitengewehr、フュズィリーア＝ザイテンゲヴェーア）を使用する、銃身を短くしたタイプのドライゼ銃（Füsiliergewehr、フュズィリーアゲヴェーア）を装備した。
そして理論的には散兵であっても、実際には他の部隊と大差がなかった。プロイセンの歩兵は全てが重厚な「射撃」の戦列と散兵線を形成して戦ったからである。
1880年には「フュズィリーア」の称号は名誉的な物となっており、「専門家」や「エリート」といった意味を含んでいても戦術的な重要性は失われていた。ある意味で全ての歩兵がフュージリアーになっており、その武器、戦術や装備は散兵線、より短いライフル、剣型の銃剣や黒い革製の装具といったフュージリアーの特徴を備えていたのである。それでも名称のみを残したこれらの部隊は、ドイツ帝国陸軍 (German Army (German Empire)) が終焉を迎える1918年まで存続したのである。それらは次の通りであった。
- 近衛フュズィリーア連隊 (de:Garde-Füsilier-Regiment)
- 第33フュズィリーア連隊
- 第34フュズィリーア連隊
- 第35フュズィリーア連隊
- 第36フュズィリーア連隊
- 第37フュズィリーア連隊
- 第38フュズィリーア連隊
- 第39フュズィリーア連隊 (de:Füsilier-Regiment „General Ludendorff“ (Niederrheinisches) Nr. 39)
- 第40フュズィリーア連隊 (de:Füsilier-Regiment „Fürst Karl-Anton von Hohenzollern“ (Hohenzollernsches) Nr. 40)
- 第73フュズィリーア連隊
- 第80フュズィリーア連隊
- 第86フュズィリーア連隊
- 第90フュズィリーア連隊 (de:Großherzoglich Mecklenburgisches Füsilier-Regiment „Kaiser Wilhelm“ Nr. 90)
- 第122フュズィリーア連隊 (de:Füsilier-Regiment „Kaiser Franz Josef von Österreich, König von Ungarn“ (4. Württembergisches) Nr. 122)

この他には、次の連隊がある。
- 第108狙撃兵（フュズィリーア）連隊 (de:Schützen-(Füs.)-Regiment „Prinz Georg“ (Königlich Sächsisches) Nr. 108)

同連隊はシュッツェン（Schützen、狙撃兵）にも分類される特殊な例である。この名称は本来、猟兵(ライフルマン）の一種を指すものであり、この連隊も猟兵風の暗緑色の制服を着用していた。
1914年のドイツ帝国陸軍に属する様々なフュージリアー連隊や大隊は、それらをフュージリアーとして識別する特徴的な服装や装備を持たなかった。しかし、個々の連隊には紺色の礼装とともに身に着ける特別な飾りがあった。これらの飾りのうちいくつかは、塹壕戦に用いる灰緑色の野戦装備にさえ1918年に至るまで、一貫して残されたのである。
例えば近衛フュージリアー連隊の礼装はニッケル製のボタン、黄色の肩紐と黒い羽根飾りであり、第80フュズィリーア連隊はヘッセン選帝侯領の近衛兵に由来する、特別な組み紐を襟と袖口に付けていた。
第2次世界大戦ではドイツ国防軍のエリート師団、グロースドイチュラント師団は「装甲フュージリアー」（Panzerfüsiliere、パンツァーフュズィリーレ）と呼ばれる1個連隊を擁し、ドイツ古来の伝統を継承している。これはまたしても名称だけを受け継いでおり、戦術的な運用は本質的に装甲擲弾兵 (Panzergrenadier) と変わらなかった。
現在のドイツ陸軍に、フュージリアーは存在しない。

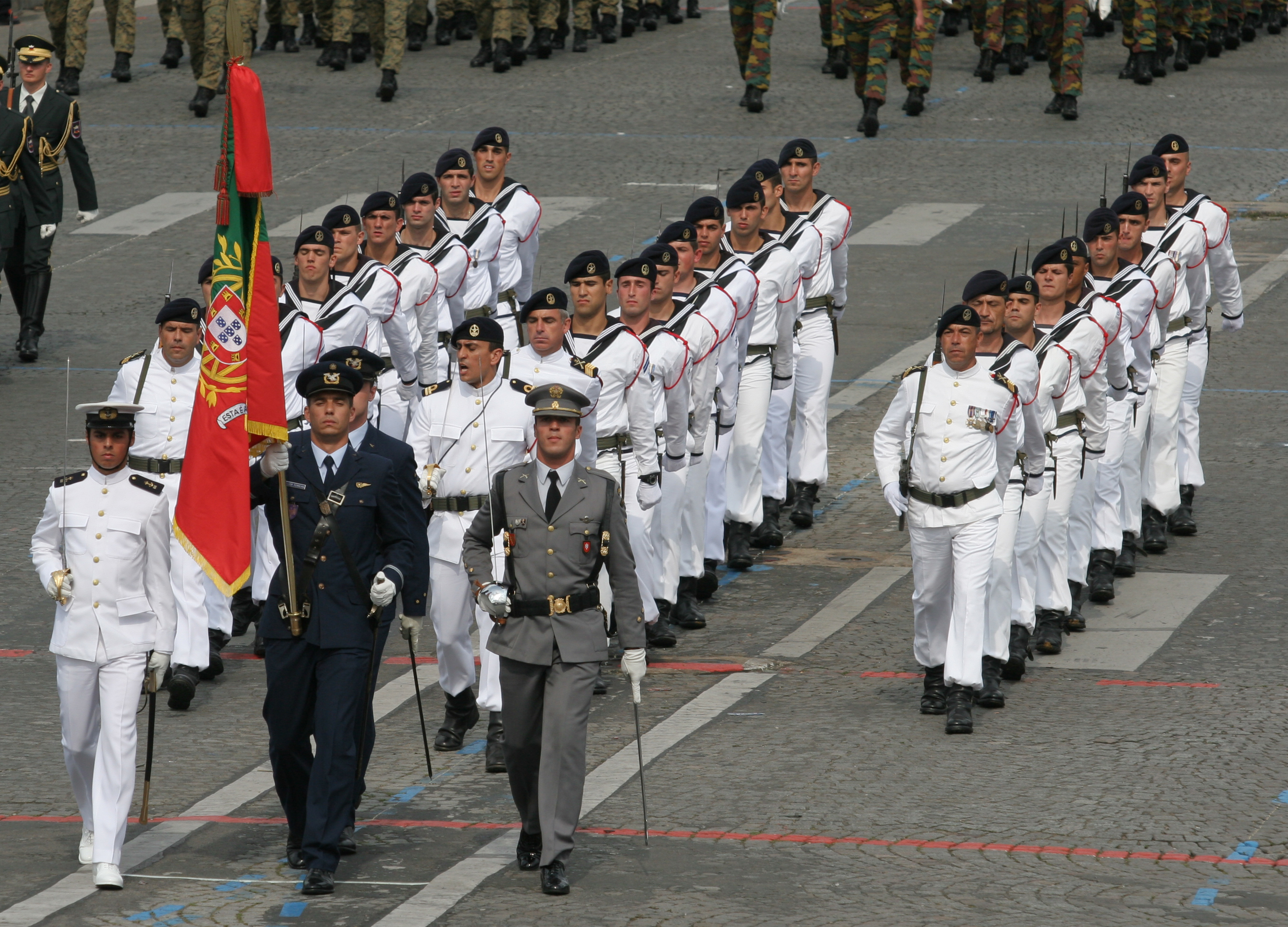
行進するポルトガル海軍フュージリアー。

## オランダ
オランダ陸軍では、近衛歩兵2個連隊の内の一つ、「Garderegiment Fuseliers Prinses Irene」がフュージリアー連隊である。

## ベルギー
ベルギー陸軍ではフュージリアーと呼ばれる特定の連隊はないが、歩兵の一般的な名称は「Storm fusilier」（蘭:stormfuselier、仏:fusilier d'assaut）である。
ベルギー海軍は海軍基地を守備するため、「marine fusiliers」と呼ばれる1個海軍歩兵連隊を擁していた。しかし、これは1990年代の改革で解隊されている。

## ポルトガルとブラジル
18世紀から19世紀にかけて、ポルトガル陸軍では擲弾兵（granadeiros）や軽歩兵（caçadoresとatiradores）に対する正規の戦列歩兵を指す用語として「fuzileiros」が使われていた。1860年代にポルトガル陸軍ではこの用語の使用を止めたが、ブラジル陸軍では現在も全ての歩兵を指している。

「fuzileiros marinheiros」（フュージリアー水兵）という用語は18世紀後半以降、ポルトガル海軍が所属する歩兵を指すために使用していた。現在、ポルトガル海兵隊およびブラジル海兵隊 (Brazilian Marine Corps) のどちらも「Fuzileiros Navais」（海軍フュージリアー）と呼ばれている。

## メキシコ
1969年1月1日、メキシコ陸軍 (Mexican Army) は2個歩兵大隊および1個教練大隊から構成される空挺フュージリアー旅団（Brigada de Paracaidistas de Fusilero）を創設した。この旅団の役割は戦略予備であり、メキシコシティーに駐屯する。

## スイス
スイス軍の戦列歩兵において最も階級の低い兵士は伝統的にフュージリアーと呼ばれた。現代のスイス兵は、歴史上の同業者と比べて大幅に多様化した任務を担うべく訓練を受けており、「フュズィリーレ」にはある否定的な意味も含まれているため、今日ではスイス軍の歩兵大隊は「Infanteriebattalione」（インファンテリーバタリオーネ）あるいは「InfBat」（インフバット）に改称されている。
個々の兵士は公式的には「Infanterist」（インファンテリスト）と呼ばれ、「フュズィリーア」とは言わないが、口語には未だにこの名称が残っており、「Füsle」（フュスレ）とも呼ばれている。